# Gigi Guadagnucci
Gigi Guadagnucci, all'anagrafe Giuseppe Guadagnucci (Massa, 18 aprile 1915 – Massa, 14 settembre 2013), è stato uno scultore italiano.

## Biografia
Nacque a Castagnetola, frazione di Massa. I fratelli lo influenzarono nella conoscenza della lavorazione del marmo.
Nel 1936 fu costretto a lasciare l'Italia per motivi politici, emigrò in Francia, a Grenoble, dedicandosi alla scultura e allo studio della storia dell'arte.
Allo scoppio della seconda guerra mondiale aderì alla Resistenza francese e terminato il conflitto rientrò per alcuni anni in Italia.
Nel 1953 si trasferì a Parigi, dove frequentò gli ultimi scultori di Montparnasse, tra questi Alberto Giacometti e Ossip Zadkine, César e François Stahly sul finire degli anni cinquanta espose le sue prime opere. Nel 1964 fu scoperto dal critico d'arte Pierre Courthion, in quegli anni realizzò sculture monumentali in Francia a Cannes, Strasburgo, Tours, Marsiglia, Grenoble e, nel resto del mondo, a Tokyo per l'Hotel Hilton e per il sultano del Brunei.
A Parigi espose nella prestigiosa galleria di Claude Bernard e successivamente nella Casa di Dante(1952); Galerie Regards a Parigi (1977), all'Istituto Culturale Francese a Roma (1978), alla Galleria Ferrari a Brescia (1979), al Musée Bordelle a Parigi (1979), al Convento della Nunziata a Pontremoli (1982), alla sede di Bayer Italia a Milano (1985), alla Galleria Arte Borgogna a Milano (1987), alla Galerie du Manoir a La Chaux-de-Fonds (1987), all'Andreas Galleries di Washington (1987), agli Horti Leonini di San Quirico d'Orcia (1992), Malcesine a Verona (2001), al Palazzo dei Diamanti di Ferrara (2004) e alla IX Quadriennale di Roma.
Nel 1983 il ministro Jack Lang gli conferì una delle più importanti onorificenze della Repubblica francese, nominandolo cavaliere dell'Ordine delle arti e delle lettere.
Le sue opere sono in numerose collezioni internazionali, tra queste al Museo di Arte moderna di Parigi, allo Hirshorn museum di Washington, al Musée d'Art moderne et contemporain, al Museo Bloch, in una Collezione privata di Rio de Janeiro, al Museo del Marmo a Carrara, al Rochester Institute of Technology.